# Розсохувате (Ізюмський район)
Розсохува́те — село в Україні, в Куньєвській сільській громаді Ізюмського району Харківської області. Населення становить 115 осіб.

## Географія
Село Розсохувате знаходиться у верхів'ях балки Розсохуватої, на відстані 1,5 км від села Попасне і за 3,5 км від села Бугаївка, за 2 км східніше — колишнє село Голубівка, за 2,5 км — колишнє селище Гороховатка. До села примикає невеликий лісовий масив (дуб).
В Ізюмському районі було ще одне село Розсохувате (наразі нежиле).

## Об'єкти соціальної сфери
- Школа.

## Населення
Згідно з переписом УРСР 1989 року чисельність наявного населення села становила 115 осіб, з яких 53 чоловіки та 62 жінки.
За переписом населення України 2001 року в селі мешкало 115 осіб.

### Мова
Розподіл населення за рідною мовою за даними перепису 2001 року:
| Мова            | Кількість | Відсоток |
| --------------- | --------- | -------- |
| українська      | 96        | 83.48%   |
| російська       | 14        | 12.17%   |
| білоруська      | 4         | 3.48%    |
| інші/не вказали | 1         | 0.87%    |
| Усього          | 115       | 100%     |